# Великоніг полінезійський
Великоніг полінезійський (Megapodius pritchardii) — вид куроподібних птахів родини великоногових (Megapodiidae).

## Назва
Вид названий на честь британського дослідника Вільяма Томаса Прітчарда (1829—1907).

## Поширення
Ендемік Тонги. Викопні рештки свідчать, що раніше вид був досить поширеним на архіпелазі, а також мешкав на Самоа та Ніуе. Вид вимер на бульшості островах після появи людей. Зараз вид поширений на острові Ніуафооу і знову інтродукований на Фонуалей. Чисельність виду не перевищує 1000 птахів.

## Опис
Птах завдовжки до 38 см, вагою до 365 г. Оперення коричневе та сіре.

## Спосіб життя
Харчується комахами, хробаками, ящірками, насінням та меншими плодами. Моногамний вид. Яйця відкладає у купи з суміші вулканічкого попелу та рослинних решток. У кладці 12-16 яєць. Інкубація триває 50-80 днів.